# Ефимов, Владимир Иванович (хоккеист, 1926)
Владимир Иванович Ефимов (10 января 1926 или 26 марта 1926 — 5 февраля 2002) — советский хоккеист, нападающий.

## Биография
Выступал за «Химик» Воскресенск (1953/54 — 1957/58), в сезонах 1955/56 — 1957/58 играл в классе «А». В сезонах 1959/60 — 1964/65 выступал в первенстве РСФСР за «Химик-2».
В 1957 году был в составе футбольной команды «Химик» Воскресенск (КФК).
Работал тренером ДЮСШ «Химик».
Сын Павел (1959—2000) — хоккеист.